# Erechthias eurylyta
Erechthias eurylyta är en fjärilsart som beskrevs av Edward Meyrick 1911. Erechthias eurylyta ingår i släktet Erechthias och familjen äkta malar.
Artens utbredningsområde är Seychellerna. Inga underarter finns listade i Catalogue of Life.